# Књига о витезу Сифару
Књига о витезу Сифару (шп. El Libro del Caballero Zifar), познатом и као Божији витез први је оригинални витешки роман настао на Иберијском полуострву. У њему се појављују неке епизоде које су типичне за витешке романе који воде порекло из Француске. Ово је дидактичко-моралистички роман и његов аутор је највероватније био Феран Мартинес(шп. Ferrand Martínez), клерик из Толеда. Он се појављује у самом делу и то у једној причи у прологу.
Постоје два рукописа ове књиге, рукопис 11.309 из XIV века, који је назван кодексом М и који се чува у Националној библиотеци Шпаније (шп. Biblioteca Nacional de España) и рукопис еспагнол 36 из 1464. године, који је назван кодексом П или рукописом из Париза и чува се у Националној библиотеци Француске (фр. Bibliothèque nationale de France). Овај рукопис украшен је бројним илуминацијама и минијатурама које га чине још лепшим.
Поред тога, постоје још два примерка штампаног издања која се налазе у Севиљи.

## О аутору и настанку дела
Аутор овог дела, према Марселину Менендезу и Пелају (шп. Marcelino Menéndez y Pelayo), је Феран Мартинез (шп. Ferrand Martínez), архиђакон Мадрида, који је највећи део живота провео у Толеду. Да би поткрепио своје тврдње, Менендез и Пелајо обрадио је причу из пролога која се везује за путовање Ферана у Рим, не би ли пренео мошти римског кардинала Гонзала Гарсије Гвидела(шп. Gonzalo García Gudiel) у Толедо. Наиме, овај кардинал умро је 1299. године, а Фернандо Гонсалес, епископ Калаоре, који је био укључен у ову експедицију умро је пре 1305. године, на основу чега можемо оквирно закључити време настанка овог дела.
Иако се не може тачно утврдити да је Феран Мартинез заиста написао Књигу о витезу Сифару, евидентно је да је он био писар и нотар и да се његов стил писања може уочити на неким странама ове књиге.

## Структура
Књига о витезу Сифару састоји се из пролога и четири дела.

### Пролог
Прича из пролога враћа нас у 1300. годину, тј. време устоличења папе Бонифација VIII, када се Феран Мартинес, архиђакон из Мадрида, запутио у Рим да се састане са Гонсалом Гарсијом Гвиделом (шп. Gonzalo García Gudiel), бившим архибискупом из Толеда, који је нешто касније постао римски кардинал. У том сусрету, Феран му је обећао да ће, након његове смрти, пренети његово тело назад у Толедо, што се, нажалост, касније и догодило.

### Први део
Витез Сифар илити Божији витез(шп. Caballero de Dios), по коме овај део носи назив, имао је жену Гриму и двоје мале деце, Гарфина и Робоана. Био је веома добар витез, али је имао ту несрећу да му је сваки коњ умирао после десет дана. Управо због тога је, заједно са својом породицом, напустио краљевство и запутио се у град Галапију, којим је управљала једна удовица и који је са свих страна био под опсадом непријатеља. Сифар је успео да подигне опсаду и да успостави мир на овој територији.
Упркос свему овоме, након напуштања Галапије, Сифара и његову породицу почела је да прати лоша срећа. Гарфина је опљачкала једна жена из Леона, Робоан се изгубио на улицама неког града, a Сифар је сопственим очима видео како му гусарски брод одводи жену.

### Други део
У другом делу, Краљ Ментона (шп. El rey de Mentón), остаје само витез, који одмара у једној капели. Касније наилази на Рибалда, који ће постати његов пратилац. Рибалдо га одводи до краљевства Ментон, које је под опсадом. Стари краљ обећава да ће дати руку његове кћерке оном који успе да ослободи његово краљевство. Сифар га ослобађа и жени се принцезом која је још увек малолетна. Тада се појављује његова прва жена, Грима, са њихова два сина који су сада већ младићи. У правом тренутку, умире Сифарова друга жена и он постаје краљ Ментона, Грима краљица, а Гарфин наследник.

### Трећи део
Овај део је познат под називом „Казне краља Ментона”. Пошто влада мир у Ментону, а Гарфин је наследник, Робоан тражи дозволу од оца да иде у потрагу за авантурама. Пре његовог одласка, отац окупља своје синове како би им одржао лекцију о томе како треба да се понашају принчеви и владари. Тиме се овај део одваја од наративног жанра и улази у дидактичку дигресију.

### Четврти део
У овом поглављу описују се Робоанови подвизи(шп. Los hechos de Roboán) и његов љубавни живот. Завршава се његовим крунисањем за цара Тигрида, чиме понавља историју свог оца.

## Ликови
- Сифар: Био је частан и искрен човек, увек одан Богу, због чега је и познат као Божији витез. Сматра да је одабран да чини само добро и да никада не напада друге, сем ако је у питању одбрана. Гаји веома велику љубав према својој деци, а својој жени је поптпуно веран.[5]
- Грима: Грима је једна изузетно љубазна и храбра жена. Као и код Сифара, и код ње постоји та јака повезаност са Богом, коме се обраћа и који је чува у најтежим тренуцима. Она је држала целу породицу на окупу.
- Гарфин: Старији син Сифара, који наслеђује титулу краља Ментона. Био је веома храбар и смео младић и увек се борио за правду.
- Робоан: Поседује исте карактеристике као и његов брат. Следи пример свог оца, што показује својим подвизима.

## Стил
Упркос томе што се ово дело сматра првим витешким романом, приметно је одсуство главних особина ове књижевне врсте. Пре свега, сам Сифар нема праве особине витеза.
Затим имамо недостатак описа битака и војних стратегија, дуела између два витеза па чак и избегавање непријатеља. Међутим, у овој причи величање јунака, његова слава, љубав и авантуре приказане су другачије него што би читаоци овакве врсте романа очекивали.
Стилска средства које је аутор користио су једноставна, дело обилује паралелизмима, симетријом, узвицима, реторичким питањима, апострофама, као и дигресијама, што ће временом постати главне одлике ове врсте романа.
Такође, у књизи о витезу Сифару можемо уочити стално присуство хумора, што надмашује сва књижевна дела тога доба. Највише се истичу пословице, изреке, анегдоте и моралне поуке које су и те како бројне у овом делу. Тако на пример, постоји више од двадесет анегдота и допуњене су веома оригиналним причама. Њихов садржај је разнолик и креће се од Езопових басни до оних које су оријенталног порекла.

## Рукописи
- Рукопис 11.309 Националне библиотеке Шпаније у Мадриду(шп. la Biblioteca Nacional de España en Madrid). Кодекс М (шп. Códice M) XIV век.
- Рукопис еспагнол 36 Националне француске библиотеке у Паризу(фр. la Biblioteca Nacional de Francia en París). Кодекс П(фр. Códice P). 1464.год.

## Старија издања
- Издање из Севиље((шп. Edición de Sevilla)из 1512, Кодекс С((шп. Códice S). Чува се у два примерка:

1. Први се налази у Националној библиотеци Француске(фр. la Biblioteca Nacional de Francia)
2. Други у библиотеци краљевске палате у Мадриду((шп. la Biblioteca del Palacio Real de Madrid), штампано 1529, али је заправо иста верзија издања из 1512.

## Модерна издања
- Heinrich Michelant, Historia del Cavallero Cifar, Tübingen, Nemačka, 1872. godine
- Charles Ph. Wagner, El Libro del Caballero Zifar, Mičigen, Ann Arbour-University of Michigan
- Martín de Riquer, El Caballero Zifar, Barselona, Ariel, 1951. godine
- Felicidad Buendía, Libros de Caballerías españoles: El Caballero Cifar, Amadís de Gaula, Tirant el Blanco, Madrid, Aguilar, 1960. godine
- Joaquín González Muela, Libro del Caballero Zifar, Madrid, Castalia, 1982.godine(Ponovo obrađeno 1990. godine)
- Cristina González, Libro del Caballero Zifar, Madrid, Cátedra, 1983. godine
- M. A. Olsen, Libro del Cavallero Çifar, Madison, HSMS, 1984. godine
- Manuel Moleiro y Francisco Rico, Libro del caballero Zifar, Códice de París, Barselona, Moleiro, 1996. godine